# Marian Kaczmarek
Marian Kaczmarek (ur. 16 stycznia 1934 we Wrześni, zm. 12 listopada 1994 w Opolu) – filolog polski specjalizujący się w historii literatury i literaturoznawstwie, nauczyciel akademicki związany z Wyższą Szkołą Pedagogiczną w Opolu.

## Życiorys
Urodził się w 16 stycznia 1934 roku we Wrześni, w rodzinie nauczycielskiej. Do wybuchu II wojny światowej nie zdążył podjąć nauki w szkole powszechnej. Po wojnie podjął naukę w gimnazjum i Liceum Ogólnokształcącym im. Henryka Sienkiewicza we Wrześni. Po uzyskaniu świadectwa dojrzałości rozpoczął studia polonistyczne na Uniwersytecie im. Adama Mickiewicza w Poznaniu (1951-1955). Na tej samej uczelni uzyskał tytuł naukowy doktora na podstawie pracy pt. Pamiętnikarstwo staropolskie XVI wieku, napisanej pod kierunkiem prof. Romana Pollaka. Następnie otrzymał kolejno tytuły naukowe doktora habilitowanego i profesora.
W latach 1955–1966 pracował we Wrocławiu w Wydawnictwie Ossolineum. W 1965 został zatrudniony w opolskiej WSP, gdzie pełnił wiele funkcji, w tym prorektora ds. nauki współpracy z zagranicą (1975-1981), a potem dyrektora Instytutu Filologii Polskiej. Przez pewien czas kierował także Studium dla Pracujących Wydziału Filologiczno-Historycznego WSP. Wiele lat sprawował funkcję prezesa Opolskiego Oddziału Towarzystwa Literackiego im. Adama Mickiewicza. Ponadto był prezesem oraz wiceprezesem Opolskiego Towarzystwa Przyjaciół Nauk. Wchodził w skład Komitetu Nauk o Literaturze Polskiej Polskiej Akademii Nauk i Rady Naukowej Instytutu Badań Literackich PAN. Zmarł w 12 listopada 1994 w Opolu.

## Działalność naukowa
Marian Kaczmarek należał do najwybitniejszych znawców literatury staropolskiej, której poświęcił kilkadziesiąt artykułów i 6 książek. Do najważniejszych z nich należą:
- Antologia pamiętników polskich XVI wieku, wyd. Ossolineum, Wrocław 1966.
- Epicki kształt poematów historycznych Samuela Twardowskiego, wyd. Ossolineum, Wrocław 1972.
- Sarmacka perspektywa sławy: nad Wojną chocimską Wacława Potockiego, wyd. Ossolineum, Wrocław 1982.
- Barok i barokowość w literaturze polskiej, wyd. WSP w Opolu, Opole 1985.
- Dawność kulturowa w literaturach słowiańskich drugiej połowy XX wieku, wyd. WSP w Opolu, Opole 1993.
- W kręgach baroku i barokowości. Studia, wyd. OTPN, Opole 1993.

## Rodzina
W 1964 zawarł związek małżeński z Łucją Szafrańską, z którą miał trzech synów: Stefana, Wojciecha i Michała.